# Belau
Belau ist eine Gemeinde im Kreis Plön in Schleswig-Holstein.

## Geografie

### Geografische Lage
Das Gemeindegebiet von Belau erstreckt sich am Ostufer des Belauer Sees in fünf Kilometer Entfernung südöstlich der Gemeinde Wankendorf und 25 km südlich der Stadt Kiel. Es befindet sich im Naturraum des Schleswig-Holsteinischen Hügellandes im Bereich der Haupteinheit Ostholsteinisches Hügel- und Seenland in dessen nordwestlichem Teil. Der Schierensee liegt ebenfalls im Gemeindegebiet.

### Ortsteile
Perdöl und Vierhusen liegen im Gemeindegebiet.

### Nachbargemeinden
Unmittelbar die Gemeinde Belau umschließende Gemeindegebiete sind:
| Stolpe Wankendorf |                                             | Kalübbe |
|                   | Kompassrose, die auf Nachbargemeinden zeigt | Dersau  |
| Ruhwinkel         | Bornhöved                                   |         |

## Geschichte
Belau wurde erstmals zwischen 1264 und 1289 als Belowe erwähnt. Es wird vermutet, dass der Ortsname sich entweder vom altpolabischen/slawischen Begriff für „Sumpf“ (bel) und damit verbunden vom Belauer See, von einem Rufnamen (Ort des Bel) oder vom slawischen Wort b'aly für „weiß, hell, silbrig glänzend“ ableitet.
Die Gemeinde Belau ist im Jahr 1928 bei der Auflösung der Gutsbezirke entstanden, als die damalige Landgemeinde Belau (571 ha) mit 208 Einwohnern und der Gutsbezirk Perdöl (917 ha) mit 181 Einwohnern zur neuen Gemeinde Belau vereinigt wurde.

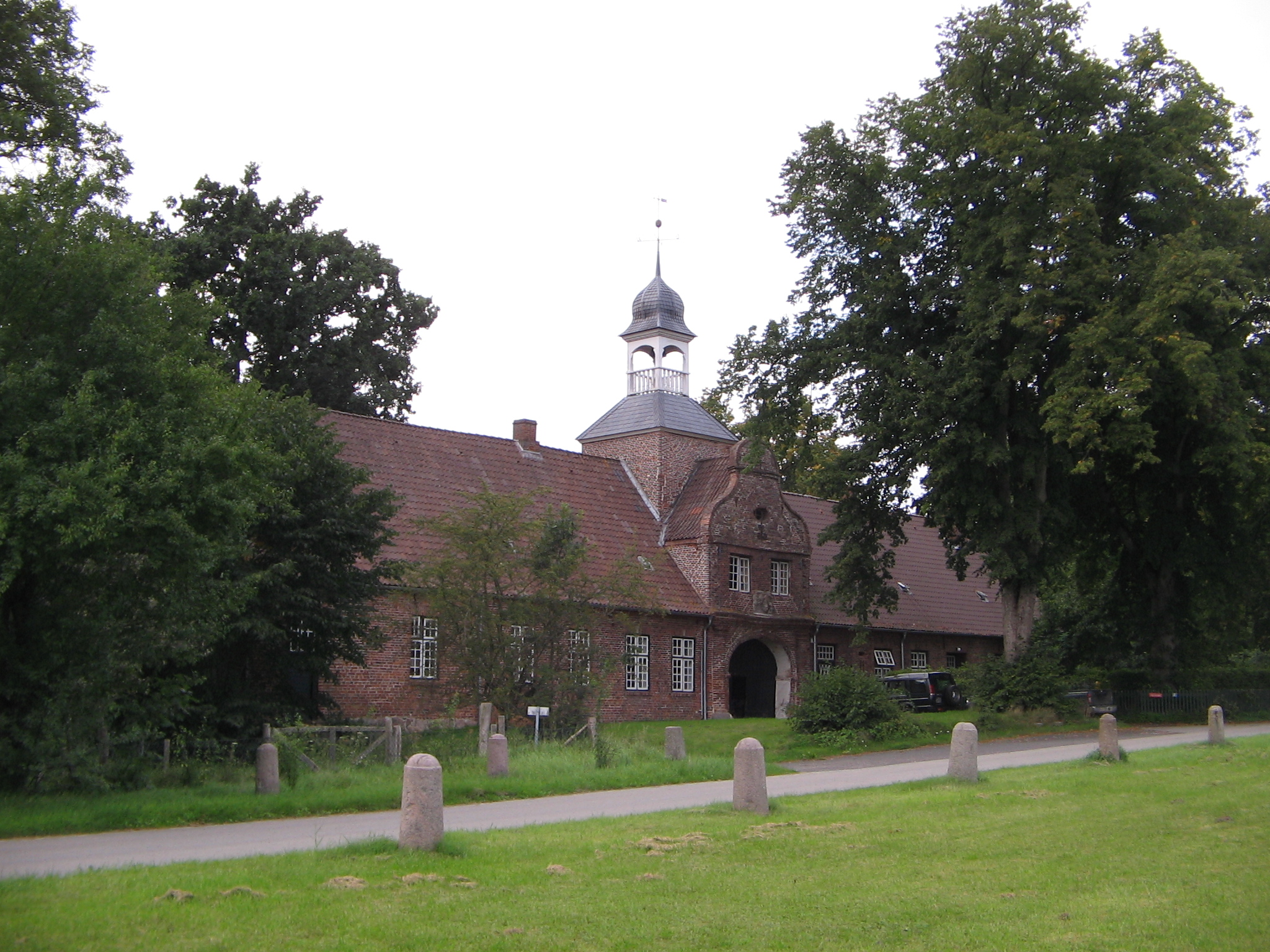
Gut Perdöl, Torhaus von 1719

Das Adelige Gut Perdöl gehört zu den ältesten Gütern Holsteins; der Gutsbezirk des Rittergutes erstreckte sich einst über Belau, Stolpe, Depenau, Ruhwinkel und Schönböken in Richtung Neumünster. 1192 wurden erstmals Schack und Benedictus von Prodole urkundlich erwähnt. Die Herren von Perdöl gehörten zu den Equites Originarii (den alteingesessenen Rittern) Holsteins. Ihre Nachfahren spalteten sich in mehrere bekannte Adelsgeschlechter auf, die allesamt dasselbe Wappen führen: die bis heute bestehenden von Ahlefeld(t) und von Rumohr sowie die erloschenen von Bosendahl († ca. 1335) und von Rastorp (Rastorf) († 1749). 1551 wurden Perdöl und Depenau in einer Erbteilung geteilt. Das noch heute stehende Torhaus entstand 1719 durch Maria Hedwig von Ahlefeldt. Ein großes klassizistisches Herrenhaus entstand um 1800 durch den Architekten Christian Frederik Hansen, brannte aber 1854 ab. 1898 wurde ein gründerzeitliches Herrenhaus erbaut, das 1951 wegen Mauerschwammbefalls durch Nutzung der englischen Besatzung abgerissen wurde. 1902 erwarb die Familie Hirschberg das Gut Perdöl. 1948 baute sie einen ehemaligen Pferdestall in ein reetgedecktes Wohnhaus um. 
In der Zeit des Nationalsozialismus gründeten baltische Zwangsarbeiter auf Gut Perdöl in Belau eine Landwirtschaftsschule. Nach 1945 wurde sie zum Flüchtlingslager der britischen Besatzungsmacht und kurz danach zur Baltisch-Britischen Landwirtschaftsschule umgewidmet.
Die Einwohnerzahl der Gemeinde verdoppelte sich nach dem Zweiten Weltkrieg durch den Zuzug von Heimatvertriebenen, ging in der zweiten Hälfte des 20. Jahrhunderts aber durch verschiedene Umsiedlungsaktionen wieder auf eine Zahl von etwa 320 zurück.
In Perdöl bestand ein Bahnhof der Bahnstrecke Neumünster–Ascheberg.

## Politik

### Gemeindevertretung
Bei der Kommunalwahl am 14. Mai 2023 wurden insgesamt neun Sitze vergeben. Von diesen erhielt die Wahlgemeinschaft Belau fünf Sitze und die Allgemeine Wahlgemeinschaft Belau vier Sitze.

### Wappen
Blasonierung: „Über einem wachsenden, oben mit Zinnen abschließenden grünen Palisadenzaun in Silber ein schwarzer Hakenpflug, darüber zwei grüne Seeblätter nebeneinander.“

## Sehenswürdigkeiten

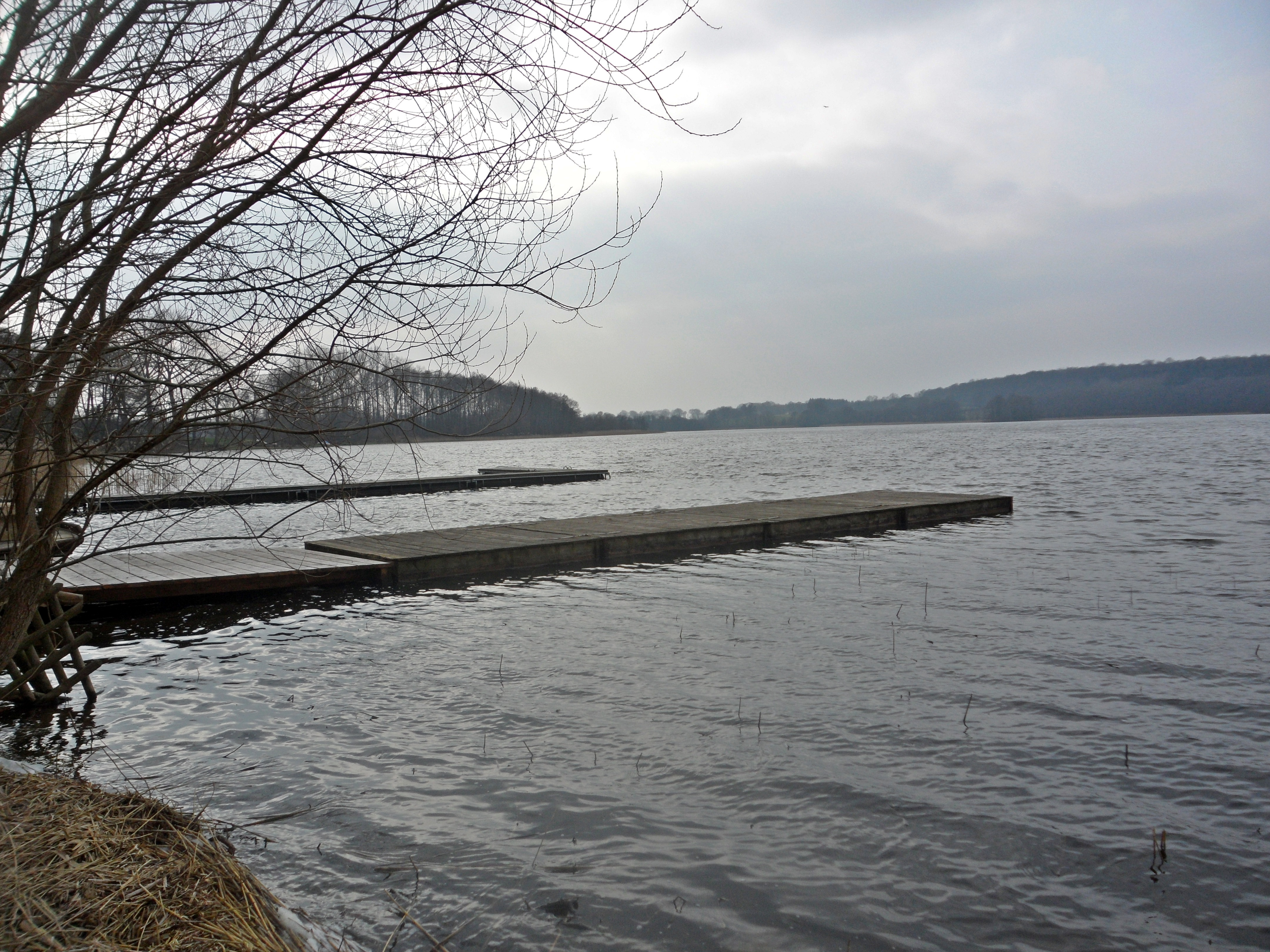
Belauer See

In der Liste der Kulturdenkmale in Belau stehen die in der Denkmalliste des Landes Schleswig-Holstein eingetragenen Kulturdenkmale. Hinzu kommt die Kattholzeiche als Naturdenkmal.